# Clase Amur
El Proyecto 950 AMUR (en ruso: Проекта 950 «Амур») (nombrado por el río Amur), es una variante de exportación de la Clase Lada que carece de algunas de las tecnologías clasificadas para uso exclusivo de la Armada Rusa. Como la Clase Lada, es una versión mejorada de la clase Kilo y es considerado de 5.ª generación. Son mucho más silenciosos, con nuevos sistemas de combate y una propulsión independiente de aire. Algunas fuentes afirman que su tripulación es de 18 a 21 personas.
Dependiendo del modelo y de las opciones extras el costo es de $100,000,000 de dólares, un precio menor a rivales como la Clase Scorpéne de Francia, la Clase S-80 de España, o el Tipo 212 de Alemania.
Se realizan pruebas de este submarino en San Petersburgo, este nuevo submarino es construido y desarrollado por el Buró Rubin.

## Versiones planeadas
|                                      |                       |                        |                        |                                  |                                  |                                  |
| Modelo:                              | 550                   | 750                    | 950                    | 1450                             | 1650                             | 1850                             |
| Desplazamiento (superf/sumerg tons): | 550/ 700              | 750/ 900               | 950/ 1,300             | 1,450/ 2,100                     | 1,650/?                          | 1850/2600                        |
| Eslora (metros):                     | 46.0                  | 48.0                   | 56.8                   | 58.0                             | 66.8                             | 68.0                             |
| Manga (metros):                      | 4.4                   | 5.0                    | 5.6                    | 7.2                              | 7.1                              | 7.2                              |
| Altura (metros):                     | 5.2                   | 5.8                    | 6.4                    | 8.2                              | 8.2                              | 8.2                              |
| Velocidad (nudos):                   | 18                    | 17                     | 20                     | 17                               | 19                               | 22                               |
| Autonomía (AIP/ snorkel, nm):        | 250/ 1500             | 250/ 3000              | 350/ 4000              | 300/ 4000                        | 500/ 6000                        | 500/ 6000                        |
| Profundidad (metros):                | 200                   | 200                    | 250                    | 250                              | 300                              | 250                              |
| Duración (días):                     | 20                    | 20                     | 30                     | 30                               | 45                               | 50                               |
| Tripulación:                         | 18                    | 21                     | 21                     | 34                               | 37                               | 35                               |
| Armamento:                           | 4 tubos 400mm,8 torps | 4 tubos 400mm,16 torps | 4 tubos 533mm,12 torps | 6 tubos 533mm,16 torps o misiles | 6 tubos 533mm,16 torps o misiles | 6 tubos 533mm,18 torps o misiles |

## Submarinos de 5.ª generación no nucleares
- Clase Lada
- Tipo 212/Tipo 214
- Clase Dolphin
- Clase Scorpène
- Clase Sōryū
- Clase S-80
- Clase Gotland
- Clase A26
- Tipo 041 Clase Yuan